# 58th Network Q Rally of Great Britain
Resultados do 58th Network Q Rally of Great Britain.

## Classificação Final
| Pos | N.º  | Piloto Co-piloto                       | Nacionalidade             | Carro                                          | Tempo               |
| --- | ---- | -------------------------------------- | ------------------------- | ---------------------------------------------- | ------------------- |
| 1   | 11 M | Petter Solberg Phil Mills              | Noruega · Reino Unido     | Subaru Impreza WRC 555 Subaru World Rally Team | 3:30.36,4 0         |
| 2   | 6 M  | Markko Märtin Michael Park             | Estónia · Reino Unido     | Ford Focus WRC Ford Motor Co                   | 3:31.00,8 24,4      |
| 3   | 4 M  | Carlos Sainz Luís Moya                 | Espanha · Espanha         | Ford Focus WRC Ford Motor Co                   | 3:32.12,1 1.35,7    |
| 4   | 10 M | Tommi Mäkinen Kaj Lindström            | Finlândia · Finlândia     | Subaru Impreza WRC 555 Subaru World Rally Team | 3:33.13,9 2.37,5    |
| 5   | 5 M  | Colin McRae Derek Ringer               | Reino Unido · Reino Unido | Ford Focus WRC Ford Motor Co                   | 3:33.37,9 3.01,5    |
| 6   | 24   | Mark Higgins Bryan Thomas              | Reino Unido · Reino Unido | Ford Focus WRC Ford Motor Co                   | 3:35.38,3 5.01,9    |
| 7   | 3 M  | Harri Rovanperä Risto Pietiläinen      | Finlândia · Finlândia     | Peugeot 206 WRC Peugeot Total                  | 3:35.52,2 5.15,8    |
| 8   | 18 M | Freddy Loix Sven Smeets                | Bélgica · Bélgica         | Hyundai Accent WRC Hyundai Castrol W.R.T.      | 3:35.52,3 5.15,9    |
| 9   | 19 M | Juha Kankkunen Juha Repo               | Finlândia · Finlândia     | Hyundai Accent WRC Hyundai Castrol W.R.T.      | 3:36.05,5 5.29,1    |
| 10  | 15 M | Toni Gardemeister Paavo Lukander       | Finlândia · Finlândia     | Škoda Octavia WRC Škoda Motorsport             | 3:36.39,3 6.02,9    |
| 11  | 23   | Gilles Panizzi Hervé Panizzi           | França · França           | Peugeot 206 WRC Bozian Racing                  | 3:39.12,6 8.36,2    |
| 12  | 29   | Manfred Stohl Ilka Petrasko            | Áustria · Áustria         | Ford Focus WRC                                 | 3:39.42,2 9.05,8    |
| 13  | 14 M | Kenneth Eriksson Tina Thörner          | Suécia · Suécia           | Škoda Octavia WRC Škoda Motorsport             | 3:41.01,8 10.25,4   |
| 14  | 26   | Armin Kremer Dieter Schneppenheim      | Alemanha · Alemanha       | Ford Focus WRC                                 | 3:45.55,4 15.19,0   |
| 15  | 16 M | Roman Kresta Miloš Hulka               | Chéquia · Chéquia         | Škoda Octavia WRC Škoda Motorsport             | 3:47.02,4 16.26,0   |
| 16  | 101  | Alistair Ginley Rory Kennedy           | Reino Unido · Irlanda     | Ford Focus WRC                                 | 3:58.27,6 27.51,2   |
| 17  | 35   | Jari-Matti Latvala Carl Williamson     | Finlândia · Reino Unido   | Mitsubishi Lancer Evo 6                        | 3:58.50,3 28.13,9   |
| 18  | 109  | Oscar Svedlund Björn Nilsson           | Suécia · Suécia           | Mitsubishi Lancer Evo                          | 4:01.57,4 31.21,0   |
| 19  | 114  | Simon Jean-Joseph Jack Boyère          | França · França           | Renault Clio S1600                             | 4:02.08,8 31.32,4   |
| =   | 118  | James Thompson Richard Pulleyn         | Reino Unido · Reino Unido | Mitsubishi Lancer Evo                          | 4:02.08,8 31.32,4   |
| 21  | 65 J | Daniel Solà Alex Romaní                | Espanha · Espanha         | Citroën Saxo VTS S1600                         | 4:03.06,6 32.30,2   |
| 22  | 113  | Natalie Barratt Roger Freeman          | Reino Unido · Reino Unido | Hyundai Accent WRC                             | 4:04.24,6 33.48,2   |
| 23  | 52 J | Niall McShea Michael Orr               | Reino Unido · Reino Unido | Opel Corsa S1600                               | 4:06.05,9 35.29,5   |
| 24  | 53 J | Giandomenico Basso Luigi Pirollo       | Itália · Itália           | Fiat Punto S1600                               | 4:06.26,2 35.49,8   |
| 25  | 62 J | Janne Tuohino Petri Vihavainen         | Finlândia · Finlândia     | Citroën Saxo VTS S1600                         | 4:07.14,2 36.37,8   |
| 26  | 117  | Jeremy Easson Nigel Gardner            | Reino Unido · Reino Unido | Mitsubishi Lancer Evo                          | 4:07.57,1 37.20,7   |
| 27  | 56 J | Jussi Välimäki Tero Gardemeister       | Finlândia · Finlândia     | Citroën Saxo VTS S1600                         | 4:08.14,4 37.38,0   |
| 28  | 123  | Guy Wilks Roger Herron                 | Reino Unido · Reino Unido | Ford Puma S1600                                | 4:09.38,8 39.02,4   |
| 29  | 51 J | Andrea Dallavilla Giovanni Bernacchini | Itália · Itália           | Citroën Saxo VTS S1600                         | 4:09.50,0 39.13,6   |
| 30  | 31   | Txus Jaio Lucas Cruz                   | Espanha · Espanha         | Ford Focus WRC Ford España                     | 4:13.10,1 42.33,7   |
| 31  | 105  | Nik Elsmore Brian Hardie               | Reino Unido · Reino Unido | Mitsubishi Lancer Evo                          | 4:14.29,8 43.53,4   |
| 32  | 119  | Bob Colsoul Tom Colsoul                | Bélgica · Bélgica         | Mitsubishi Lancer Evo                          | 4:16.43,4 46.07,0   |
| 33  | 126  | Robert Swann Ken Bowman                | Reino Unido · Reino Unido | Mitsubishi Lancer Evo                          | 4:19.33,7 48.57,3   |
| 34  | 125  | Steve Perez Jonty Bolsover             | Reino Unido · Reino Unido | Mitsubishi Lancer Evo                          | 4:30.50,2 1:00.13,8 |
| 35  | 131  | Tony Jardine Maurice Hamilton          | Reino Unido · Reino Unido | MG ZR 160                                      | 4:38.08,3 1:07.31,9 |
| 36  | 128  | Pat Richard Alyson Marlow              | Canadá · Reino Unido      | Subaru Impreza WRX                             | 4:42.41,2 1:12.04,8 |
| 37  | 133  | Richard Hopkins Eryl Evans             | Reino Unido · Reino Unido | Subaru Impreza 555                             | 4:45.16,8 1:14.40,4 |
| 38  | 110  | Robert Ceen Alistair Douglas           | Reino Unido · Reino Unido | Subaru Impreza 555                             | 4:49.58,3 1:19.21,9 |

## Abandonos
| SS  | N.º  | Piloto Co-piloto                      | Nacionalidade                 | Carro                                              | Classe          |                |
| --- | ---- | ------------------------------------- | ----------------------------- | -------------------------------------------------- | --------------- | -------------- |
| R10 | 1 M  | Richard Burns Robert Reid             | Reino Unido · Reino Unido     | Peugeot 206 WRC Peugeot Total                      | Acidente        |                |
| R10 | 2 M  | Marcus Grönholm Timo Rautiainen       | Finlândia · Finlândia         | Peugeot 206 WRC Peugeot Total                      | Acidente        |                |
| R10 | 7 M  | François Delecour Dominique Savignoni | França · França               | Mitsubishi Lancer WRC Marlboro Mitsubishi Ralliart | Acidente        |                |
| R3  | 8 M  | Justin Dale Andrew Bargery            | Reino Unido · Reino Unido     | Mitsubishi Lancer WRC Marlboro Mitsubishi Ralliart | Acidente        |                |
| R10 | 9 M  | Jani Paasonen Arto Kapanen            | Finlândia · Finlândia         | Mitsubishi Lancer WRC Marlboro Mitsubishi Ralliart | Acidente        |                |
| R8  | 17 M | Armin Schwarz Manfred Hiemer          | Alemanha · Alemanha           | Hyundai Accent WRC Hyundai Castrol W.R.T.          | Driver unwell → |                |
| R8  | 20   | Thomas Rådström Denis Giraudet        | Suécia · França               | Citroën Xsara WRC Automobiles Citroën              | Motor           |                |
| R16 | 21   | Sébastien Loeb Daniel Elena           | França · Mónaco               | Citroën Xsara WRC Automobiles Citroën              | A 8             | Suspensão      |
| R8  | 25   | Juuso Pykälistö Esko Mertsalmi        | Finlândia · Finlândia         | Peugeot 206 WRC                                    | Mecânica        |                |
| R14 | 27   | Ioánnis Papadimitríou Allan Harryman  | Grécia · Reino Unido          | Ford Focus WRC                                     | A 8             | Mecânica       |
| R5  | 28   | Mikko Hirvonen Jarmo Lehtinen         | Finlândia · Finlândia         | Subaru Impreza WRC                                 | Mecânica        |                |
| R10 | 32   | David Higgins Daniel Barritt          | Reino Unido · Reino Unido     | Subaru Impreza WRC                                 | A 8             | Mecânica       |
| R10 | 33   | Tomasz Kuchar Maciej Szczepaniak      | Polónia · Polónia             | Toyota Corolla WRC                                 | Acidente        |                |
| R14 | 34   | Austin McHale Brian Murphy            | Irlanda · Irlanda             | Toyota Corolla WRC                                 | A 8             | Mecânica       |
| R2  | 46   | Valentino Rossi Carlo Cassina         | Itália · Itália               | Peugeot 206 WRC Michelin Grifone                   | Acidente        |                |
| R6  | 55 J | François Duval Jean-Marc Fortin       | Bélgica · Bélgica             | Ford Puma S1600                                    | A 6             | Caixa de velo. |
| R13 | 57 J | Alejandro Galanti Xavier Amigo        | Paraguai · Espanha            | Ford Puma S1600                                    | Transmissão     |                |
| R17 | 58 J | Christian Chemin Simone Scattolin     | Itália · Itália               | Fiat Punto S1600                                   | A 6             | Acidente       |
| R3  | 59 J | Juha Kangas Jani Laaksonen            | Finlândia · Finlândia         | Suzuki Ignis S1600                                 | Acidente        |                |
| R15 | 61 J | Gwyndaf Evans Chris Patterson         | Reino Unido · Reino Unido     | MG ZR S1600                                        | A 6             | Suspensão      |
| R6  | 63 J | Martin Rowe Chris Wood                | Reino Unido · Reino Unido     | Ford Puma S1600                                    | Motor           |                |
| R14 | 66 J | Mirco Baldacci Maurizio Barone        | San Marino · Itália           | Citroën Saxo VTS S1600                             | A 6             |                |
| R14 | 67 J | Daniel Carlsson Mattias Andersson     | Suécia · Suécia               | Ford Puma S1600                                    |                 |                |
| R3  | 68 J | Niki Schelle Tanja Geilhausen         | Alemanha · Alemanha           | Suzuki Ignis S1600                                 | A 6             | Acidente       |
| R8  | 69 J | Kosti Katajamäki Jakke Honkanen       | Finlândia · Finlândia         | Volkswagen Polo S1600                              | Mecânica        |                |
| R7  | 70 J | Sven Haaf Michael Kölbach             | Alemanha · Alemanha           | Opel Corsa S1600                                   | A 6             |                |
| R2  | 75 J | Kazuhiko Niwa Akihiko Takahashi       | Japão · Japão                 | Suzuki Ignis S1600                                 | Acidente        |                |
| R12 | 76 J | Alexander Foss Richard Pashley        | Noruega · Reino Unido         | Ford Puma S1600                                    | A 6             |                |
| R8  | 102  | Eamonn Boland Francis Regan           | Irlanda · Irlanda             | Subaru Impreza WRC                                 | Mecânica        |                |
| R15 | 103  | Gareth Jones Ryland James             | Reino Unido · Reino Unido     | Subaru Impreza WRC                                 | A 8             | Acidente       |
| R15 | 104  | Stig Blomqvist Ana Goñi               | Suécia · Venezuela            | Mitsubishi Lancer Evo 7                            | Suspensão       |                |
| R8  | 106  | Peter Bijvelds Piet Bijvelds          | Países Baixos · Países Baixos | Mitsubishi Lancer Evo 6                            | N 4             | Suspensão      |
| R8  | 107  | Mick Jones Andy Morgan                | Reino Unido · Reino Unido     | Mitsubishi Lancer Evo                              | Mecânica        |                |
| R3  | 108  | Stephen Harron Philip McCrea          | Reino Unido · Reino Unido     | Subaru Impreza WRC                                 | A 8             | Mecânica       |
| R8  | 111  | Tobias Johansson Mikael Johansson     | Suécia · Suécia               | Mitsubishi Lancer Evo 7                            | Acidente        |                |
| R14 | 112  | Gavin Cox Tim Hobbs                   | Reino Unido · Reino Unido     | Mitsubishi Lancer Evo                              | N 4             | Acidente       |
| R8  | 115  | Magnus Jansson Thomas Fredriksson     | Suécia · Suécia               | Mitsubishi Lancer Evo 6                            | Mecânica        |                |
| R8  | 116  | Anders Feldmann Gerd Ottenburger      | Alemanha · Alemanha           | Mitsubishi Lancer Evo 6                            | N 4             | Mecânica       |
| R10 | 120  | John Lloyd Pauline Gullick            | Reino Unido · Reino Unido     | Mitsubishi Lancer Evo                              | Mecânica        |                |
| R17 | 122  | Kris Meeke Glenn Patterson            | Reino Unido · Reino Unido     | Ford Puma S1600                                    | A 6             |                |
| R15 | 124  | Steve Fleck Mark Aspinwall            | Reino Unido · Reino Unido     | Subaru Impreza 555                                 | Mecânica        |                |
| R6  | 127  | Daniel Harper Bob Rose                | Reino Unido · Reino Unido     | Mitsubishi Lancer Evo                              | N 4             | Acidente       |
| R5  | 130  | Mark Blundell Bob McKenzie            | Reino Unido · Reino Unido     | MG ZR S1600 MG Sport & Racing                      | Mecânica        |                |
| R3  | 132  | Rob Gill Gary Sylvester               | Reino Unido · Reino Unido     | MG ZR 160                                          | N 3             | Mecânica       |
| R8  | 134  | Peter Stephenson Alan Whittaker       | Reino Unido · Reino Unido     | Subaru Impreza WRC                                 | Mecânica        |                |
| R16 | 135  | Graham Middleton John Morgan          | Reino Unido · Reino Unido     | Hyundai Coupé                                      | A 7             | Mecânica       |
| R11 | 138  | David Bagshaw Steve Griffith          | Reino Unido · Reino Unido     | Mitsubishi Lancer Evo                              | Mecânica        |                |